# AC4 (album)
AC4 è l'album  di debutto del gruppo hardcore punk svedese AC4, pubblicato nel 2009 dalla Ny Våg Records e l'anno successivo dalla Deranged Records e Shock Records.

## Tracce
1. Detonate
2. Where Are the Kids
3. I Wanna Go
4. The Same Fight
5. Assassination
6. Fuck the Pigs
7. I Can Do It
8. Won't Bow Down
9. It Catches Up
10. My Condition
11. Pigs Lose
12. It's Over in a Second
13. Let's Go to War
14. Coptown
15. This Is It

## Formazione
- Dennis Lyxzén - voce
- Karl Backman - chitarra
- David Sandström - basso
- Jens Nordén - batteria